# شهرستان کورسان (داکوتای جنوبی)
شهرستان کورسان، داکوتای جنوبی (به انگلیسی: Corson County, South Dakota) یک سکونتگاه مسکونی در ایالات متحده آمریکا است که در داکوتای جنوبی واقع شده‌است.

## خصوصیات
شهرستان کورسان ۶٬۵۵۱ کیلومترمربع مساحت دارد.